# Conny (Rapper)

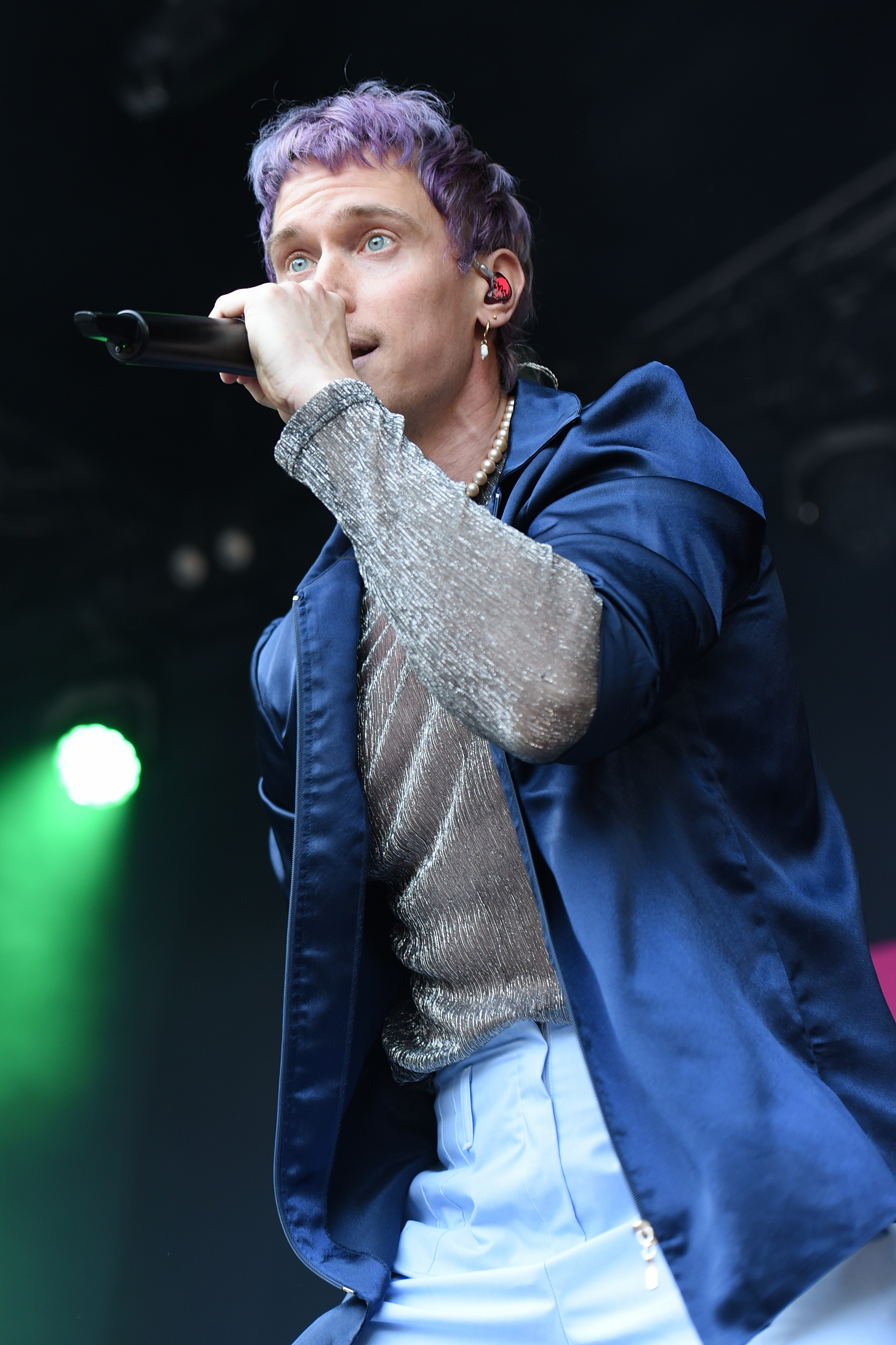
Conny bei Bochum Total 2025

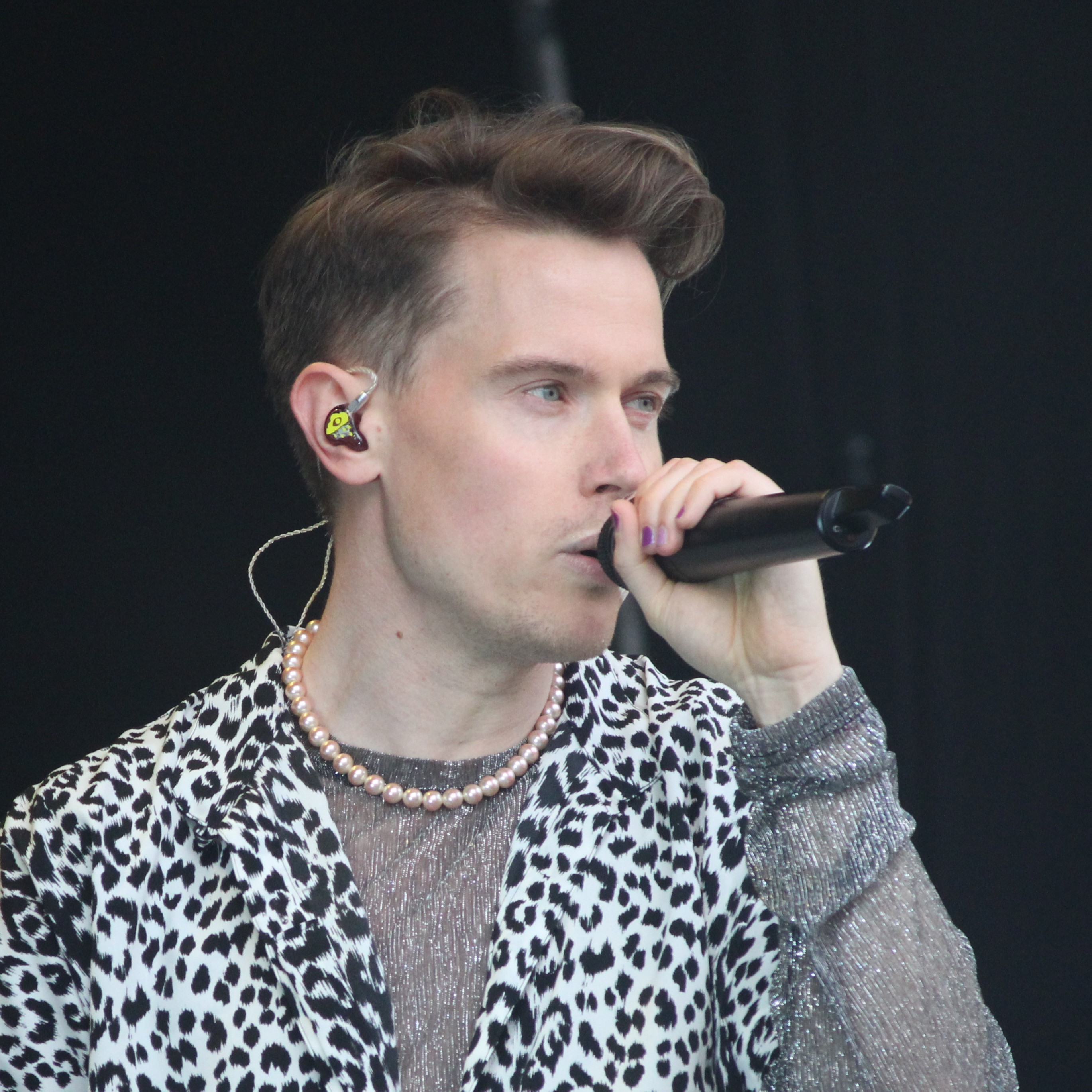
Conny auf dem Open Ohr Festival 2024

Conny (* 1987 in Düsseldorf, bürgerlich Constantin Höft) ist ein deutscher Rapper. Zusammen mit Elmäx bildet er das Duo Der Plot.

## Leben und Schaffen
In der fünften Klasse lernte Conny Maximilian Bohl (Elmäx) kennen, mit dem er 2006 das Duo The Plot gründete. Erste Veröffentlichungen erfolgten allerdings bereits vorher unter dem Pseudonym Jackpot. The Plot nahm 2012 mit acht Musikvideos am Online-Turnier VideoCrewBattle teil, bevor es sich im Finale gegen die Royal Family durchsetzte. Es folgte eine Umbenennung zu Der Plot. Über das eigene Label Sweeep Records veröffentlichte das Duo 2014 das durch Crowdfunding finanzierte Album Mit Der Concorde Über Den Atlantik. Im selben Jahr trat Conny auf dem Splash auf.
Etwa zur gleichen Zeit studierte er außerdem Philosophie und Informationsverarbeitung. Nach dem Studium machte er sich als Software-Architekt und Projektleiter selbstständig und gründete mit zwei Kommilitonen in Köln eine auf Online-Shops spezialisierte Medienagentur. Weil ihn die Arbeit nicht erfüllte, gab er 2018 seine Beteiligung an der Agentur auf. Daraufhin schrieb er das sich nah an Fitzgeralds The Great Gatsby orientierende Theaterstück Lieder Über Lara über das Streben nach „der Idee des Verliebtseins“ und einen Soundtrack zum Stück. Es wurde im Metropol Theater Köln aufgeführt.
Im Jahr 2021 erschien sein Debütalbum Manic Pixie Dream Boy, Vol. 1 als erster Teil einer Trilogie. Zu den Themen des Albums gehören Feminismus und Existenzialismus.
Im Jahr 2024 tritt er in der 16. Staffel von Dein Song als Songpate auf.

## Diskografie
Studioalben
- 2021: Manic Pixie Dream Boy, Vol. 1
- 2022: Manic Pixie Dream Boy, Vol. 2
- 2025: Manic Pixie Dream Boy, Vol. 3

EPs
- 2018: Lieder über Lara (Track by Track)
- 2019: Stadtlandflucht (mit Pimf)
- 2019: Temporär für immer EP
- 2023: Für immer temporär

Mit Der Plot
- 2008: Eselsbrücke
- 2014: Mit der Concorde Über Den Atlantik
- 2015: Interrobang
- 2019: Stimmt so
- 2020: Biedermann & Brandstifter